# Secteur pavé de Vertain à Saint-Martin-sur-Écaillon
Le secteur pavé de Vertain à Saint-Martin-sur-Écaillon est un secteur pavé de la course cycliste Paris-Roubaix situé dans la commune de Vertain avec une difficulté actuellement classée trois étoiles.

## Caractéristiques
- Longueur : 2 300 m
- Difficulté : 3 étoiles
- Secteur n° 25 (avant l'arrivée)